# Ауди А4
Ауди А4 је линија компактних извршних аутомобила произведених од 1994. године од стране немачког произвођача аутомобила Ауди, подружнице Фолксваген групе.
Ауди А4 је направљен у пет генерација и базиран је на Фолксваген Група Б платформи. Прва генерација А4 је наследила Ауди 80. Произвођачи аутомобила представљају А4 као наставак Ауди 80 лозе, са првом А4 серијом означеном као Б5 серија, затим Б6, Б7, Б8 и Б9. Верзије А4 модела Б8 и Б9 изграђене су на Фолксваген Група МЛБ платформи која је заједничка за многе друге Ауди моделе и потенцијално за један Порше модел у оквиру Фолксваген групе.
Ауди А4 састоји се од мотора који се налази на предњој страни возила и „transaxle” мењача монтираног на задњем делу мотора. Већина Ауди А4 модела поседују погон на предње точкове, док неки модели, „quattro”, имају погон на сва четири точка.
А4 је доступан у две верзије, као лимузина и караван. Друга (Б6) и трећа генерација (Б7) модела А4 такође је имала и кабриолет верзију, али, уместо тога, Б8 верзија кабриолета је постала варијанта Ауди А5 након што се Ауди вратио коришћењу купе верзије.

## Б5 (Тип 8Д; 1994—2001)
Прва генерација Аудија А4 (позната као Тип 8Д) дебитовала је у октобру 1994. године, а производња је почела у новембру 1994, док је продаја у Европи почела је у јануару 1995. године за модел из 1995. године. Продаја у Северној Америци је почела у септембру 1995. године за модел из 1996. Изграђен је на Фолксваген Група Б5 (ПЛ45) платформи, коју је делио са четвртом генерацијом Фолксваген Пасата (Б5, Тип 3Б). Имао је уздужни мотор постављен спреда и погон на предње точкове. Многе варијанте модела А4 су такође биле доступне са Аудијевим quattro погоном на сва четири точка. А4 је првобитно представљен као лимузина са четворо врата; Авант (караван) је представљен у новембру 1995. године и почео са продајом у фебруару 1996. године.
Развој је почео 1988. године, а прве дизајнерске скице настале су касније те године. До 1991. године, Имре Хасанић је дизајнирао екстеријер који је замрзнут за производњу у новембру 1994. године. Дизајн ентеријера је завршен касније 1992. године, а производња је почела у новембру 1994. године.
Широк спектар мотора био је доступан на европским тржиштима, између 1,6 и 2,8 литара за бензинске моторе; и 1.9-литарски дизел мотор доступан са Фолксвагеновом ВЕ технологијом, која може постићи 90 KS (66 kW; 89 bhp) или 110 KS (81 kW; 108 bhp). 2.6 и 2.8-литарски В6 мотори који су пренесени са старог 80/90 показали су се као популарни, иако је у Северној Америци 2.8-литарски мотор једини В6 који је био доступан тамо до 1997. године.
Ауди А4 је био први модел у Фолксваген групи који је представио нови 1.8-литарски 20в мотор са пет вентила по цилиндру, заснован на јединици коју је Ауди Спорт развио за тркачки аутомобил. Верзија са турбо пуњењем од 1.8Т произведена је са 150 KS (110 kW; 148 bhp) и обртним моментом од 210 Nm (155 lb.ft). Штавише, специјално издање quattro GmbH Б5 1.8Т касније постаје доступно у Немачкој и Европи, за које је снага мотора повећана на 178 KS (131 kW; 176 bhp) и 235 Nm (173 lb.ft). Технологија са пет вентила је такође додата В6 породици мотора 1997. године, почевши са 2.8-литарским В6 30в, који се производио са 193 KS (142 kW; 190 bhp), након чега је уследио 2.4-литарски В6 који је био слабији од претходног мотора од 2,6 литара, 150 KS, али са повећањем снаге до 165 KS (121 kW; 163 bhp).
Ауди је такође представио свој нови типтроник аутоматски мењач на платформи Б5, заснован на јединици Поршеа развијеној за своју 964. генерацију 911. Поседује конвенционални аутоматски мењач са претварачем обртног момента који возачу нуди потпуно аутоматски рад или ручни избор преносника.
Б5 је обележио наставак Ауди-ја у сегменту луксузних аутомобила средње величине, почевши са овом путањом, посебно са каснијим моделима претече Аудија 80/90 Б4. Упркос првобитним механичким проблемима, укупни квалитет израде и монтаже похвалили су аутомобилски медији и Ауди и Фолксваген, а тада је матична компанија Фолксваген прогласила Б5 мерилом квалитетне израде за све остале моделе.

### Facelift (1999.5—2001.5)
Ауди А4 Б5 је имао скоро константне мање измене током седмогодишњег животног века. Штавише, значајан facelift је урађен за модел Б5 из 1998. године на сајму аутомобила у Франкфурту 1997. године, а продаја у Европи почиње 1998. године. 2.8-литарски В6 мотор од 30 цилиндара заменио је 2,8-литарски са 12 цилиндара. 2.5-литарски В6 турбо дизел мотор са директним убризгавањем (ТДИ) са 150 KS (110 kW; 148 bhp) је био стандард на quattro-у. На располагању је био шестостепени мануелни мењач, као и нови Ауди С4 високих перформанси, који је сада део А4 серије (претходни С4 је био Ауди 100). Козметичке промене укључују нова задња светла, фарове, ручке на вратима и друге мање спољашње / унутрашње промене.
Средином 1998. године, мотор 1.8 20вТ доступан ван Европе имао је снагу до 170 KS (125 kW; 168 bhp). Претходни турбокомпресор ККК К03, иако је у основи непромењен, добио је ревизију на страни турбине како би се спречило пуцање због топлоте. В6 вентил са 12 вентила замењен је јединицом од 30 вентила која је била доступна у Европи две године.
Даљњи facelift се догодио преко платформе А4 и С4 у фебруару 1999. као модел из 1999.5; промене су углавном биле козметичке, али су утицале на многе компоненте, као што су предњи и задњи браници, предња и задња светла, централна конзола и ручке на вратима. Овај facelift је у Аудију био познат као Grosse Produktaufwertung (Главна надоградња производа), као што су такође означавали и facelift-ови који сада носе ознаку „8Д2”.
Године 1999. Ауди је дебитовао нови тркачки ауто који има још боље перформансе, РС4 Авант, који је, као и његов претходник РС2, доступан само у Авант варијанти.

### Мотори
Доступни су следећи мотори:
| Врста мотора                            | Максимална снага                   | Обртни момент                      | Максимална брзина (лимузина)       | 0-100 km/h (62 mph) (лимузина)(мануелни) | Године                                   | CO2 емисија                        |
| Ото мотор (са убризгавањем горива)      | Ото мотор (са убризгавањем горива) | Ото мотор (са убризгавањем горива) | Ото мотор (са убризгавањем горива) | Ото мотор (са убризгавањем горива)       | Ото мотор (са убризгавањем горива)       | Ото мотор (са убризгавањем горива) |
| --------------------------------------- | ---------------------------------- | ---------------------------------- | ---------------------------------- | ---------------------------------------- | ---------------------------------------- | ---------------------------------- |
| 1.6 I4 8v SOHC                          | 101 KS (74 kW; 100 bhp)            | 140 N⋅m (103 lbf⋅ft)               | 191 km/h (118.7 mph)               | 11.9 sec                                 | 1994—2001                                | 174 g/km                           |
| 1.6 I4 8v SOHC                          | 102 KS (75 kW; 101 bhp)            | 148 N⋅m (109 lbf⋅ft)               | 186 km/h (115.6 mph)               | 11.9 sec                                 | 2000—2001                                | 192 g/km                           |
| 1.8 I4 20v DOHC                         | 125 KS (92 kW; 123 bhp)            | 173 N⋅m (128 lbf⋅ft)               | 205 km/h (127.4 mph)               | 10.5 sec                                 | 1994—2001                                | 182 g/km                           |
| 1.8T I4 20v DOHC Turbo                  | 150 KS (110 kW; 148 bhp)           | 210 N⋅m (155 lbf⋅ft)               | 222 km/h (137.9 mph)               | 8.3 sec                                  | 1994—2001                                | 182 g/km                           |
| 1.8T I4 20v DOHC Turbo                  | 180 KS (132 kW; 178 bhp)           | 235 N⋅m (173 lbf⋅ft)               | 233 km/h (144.8 mph)               | 7.9 sec                                  | 1997—2001                                | 194 g/km                           |
| 2.4 V6 12v SOHC                         | 150 KS (110 kW; 148 bhp)           | 207 N⋅m (153 lbf⋅ft)               | 220 km/h (136.7 mph)               | 9.1 sec                                  | 1996—1997 (Само у Тајланду, због пореза) |                                    |
| 2.4 V6 30v DOHC                         | 165 KS (121 kW; 163 bhp)           | 230 N⋅m (170 lbf⋅ft)               | 225 km/h (139.8 mph)               | 8.4 sec                                  | 1997—2001                                | 226 g/km                           |
| 2.6 V6 12v SOHC                         | 150 KS (110 kW; 148 bhp)           | 225 N⋅m (166 lbf⋅ft)               | 220 km/h (136.7 mph)               | 9.1 sec                                  | 1994—1997, 1997—2000 (Индонезија)        |                                    |
| S4 2.7 V6 30v Biturbo                   | 265 KS (195 kW; 261 bhp)           | 400 N⋅m (295 lbf⋅ft)               | 250 km/h (155.3 mph)               | 5.7 sec                                  | 1997—2001                                |                                    |
| RS4 2.7 V6 30v Biturbo                  | 381 KS (280 kW; 376 bhp)           | 440 N⋅m (325 lbf⋅ft)               | 262 km/h (162.8 mph)               | 4.9 sec                                  | 1999—2001                                |                                    |
| 2.8 V6 12v SOHC                         | 174 KS (128 kW; 172 bhp)           | 245 N⋅m (181 lbf⋅ft)               | 230 km/h (142.9 mph)               | 8.2 sec                                  | 1994—1997                                |                                    |
| 2.8 V6 30v DOHC                         | 193 KS (142 kW; 190 bhp)           | 280 N⋅m (207 lbf⋅ft)               | 240 km/h (149.1 mph)               | 7.4 sec                                  | 1997—2001                                |                                    |
| Дизел мотор (са директним убризгавањем) |                                    |                                    |                                    |                                          |                                          |                                    |
| 1.9 DI I4 8v SOHC                       | 75 КS (55 kW; 74 bhp)              | 150 N⋅m (111 lbf⋅ft)               | 158 km/h (98.2 mph)                |                                          | 1996—2001                                |                                    |
| 1.9 TDI I4 8v SOHC                      | 90 КS (66 kW; 89 bhp)              | 202 N⋅m (149 lbf⋅ft)               | 168 km/h (104.4 mph)               | 13.3 sec                                 | 1994—1997                                | 125 g/km                           |
| 1.9 TDI I4 8v SOHC                      | 90 КS (66 kW; 89 bhp)              | 210 N⋅m (155 lbf⋅ft)               | 168 km/h (104.4 mph)               | 13.3 sec                                 | 1997—2001                                | 143 g/km                           |
| 1.9 TDI I4 8v SOHC                      | 110 КS (81 kW; 108 bhp)            | 225 N⋅m (166 lbf⋅ft)               | 183 km/h (113.7 mph)               | 11.3 sec                                 | 1994—1997                                | 114 g/km                           |
| 1.9 TDI I4 8v SOHC                      | 110 КS (81 kW; 108 bhp)            | 235 N⋅m (173 lbf⋅ft)               | 183 km/h (113.7 mph)               | 11.3 sec                                 | 1997—2000                                | 114 g/km                           |
| 1.9 TDI I4 8v SOHC PD                   | 115 КS (85 kW; 113 bhp)            | 285 N⋅m (210 lbf⋅ft)               | 185 km/h (115.0 mph)               | 10.5 sec                                 | 2000—2001                                | 123 g/km                           |
| 2.5 V6 TDI 24v DOHC                     | 150 КS (110 kW; 148 bhp)           | 310 N⋅m (229 lbf⋅ft)               | 210 km/h (130.5 mph)               | 9.0 sec                                  | 1997—2001                                | 184 g/km                           |

### Безбедност
На Euro NCAP сигурносним и сударским тестовима, Ауди Б5 А4 је добио 3 звездице за заштиту од предњег и бочног удара, али последња звезда је означена како би показала да возач може бити изложен високом ризику од повреде груди у бочном удару.
- Безбедност одрасле особе у возилу =
- Безбедност пешака =  (процењено пре 2002. године)

### Изведена хибридна верзија
Године 1997. Ауди је постао први европски произвођач аутомобила који је ставио возило на хибридни погон у масовну производњу, трећу генерацију Ауди дуо-а, базирану на А4 Аванту.

## Б6 (Тип 8Е/8Х; 2001—2006)
Следећи А4, означен као тип 8Е, дебитовао је 10. октобра 2000. године, сада радећи на Фолксваген Група Б6 (ПЛ46) платформи. Нови стил аутомобила развио је Петер Шрејер између 1996—1998 године, инспирисан Баухаус-овим дизајнерским језиком Ц5 (друга генерација) Ауди А6 представљеним 1997. године. 1,6-литарски основни модел је остао непромењен, али већина осталих бензинских мотора су добијали или повећање премештања, или надоградњу снаге. 1.8-литарски 20-вентилски Турбо је сада доступан у две додатне верзије, са 150 KS (110 kW; 148 bhp) или 180 KS (132 kW; 178 bhp), са стандардним шестостепеним мануелним мењачем, док су 1.6-литарски линијски-четири мотори са природним усисавањем и 2.8-литарски В6 замењени 2.0-литарским, и алуминијумском легуром 3,0-литарским агрегатима, и даље са пет вентила по цилиндру, најмоћнији од којих је био способан за 220 KS (162 kW; 217 bhp) и 300 Nm(221 lb⋅ft) обртног момента. Мотор са директним убризгавањем (TDI) од 1.9 турбо пуњења је надограђен на 130 KS (96 kW; 128 bhp), са технологијом Pumpe Düse (пумпа-бризгаљка) и сада је доступан са сталним quattro погоном на сва четири точка, док је 2.5 В6 TDI модел представљен са 180 KS (132 kW; 178 bhp) и стандардним quattro. Ова quattro генерација састојала се од стандардне динамичке расподеле обртног момента од 50:50 напред-назад. Систем Бош ЕСП 5.7 електронски програм стабилности (ESP), са системом против блокирања кочница (ABS), системом помоћи при кочењу и електронском расподелом силе кочења (EBD) стандардно је у читавом опсегу.
Авант је представљен у јуну 2001. и стигао у европске салоне у септембру 2001. године.
За 2002, Ауди је повећао снагу у 1.8 Турбо моторима до 183 KS (135 kW; 180 bhp) и 190 KS (140 kW; 187 bhp) — варијанта од 190 KS означена је са црвеним 'Т' на поклопцу пртљажника. Доступан са погоном на сва четири точка и 2.5 TDI интермедијерном верзијом до 163 KS (120 kW; 161 bhp). Доступан је и 2.0 мотор са директним убризгавањем бензина (FSI). Годину дана касније, Ауди је поново представио модел С4, који сада покреће мотор од 344 KS (253 kW; 339 bhp), В8 мотор, као и А4 Kабриолет кабриолет верзију (Тип 8Х), који је на крају заменио Ауди Kабриолет базираног на Ауди 80, чија је производња престала 2000. године. Укључен је и електро-хидраулични кров који се спуштао за мање од 30 секунди и укључивао је неке промене у стилу, као што су доњи браник у боји каросерије и прагови, који су касније пронашли пут до верзије лимузине.
Ауди је увео континуалну променљиву трансмисију развијену од стране LuK-а, названу мултитроник, која је заменила датирани конвенционални аутоматски мењач са предњим погоном. Трансмисија је добила значајне похвале од аутомобилске штампе, и генерално се сматра као најбоља свог типа у свету, због своје мале тежине и брзине одазива. Израђена је од високо издржљивих метала и користила је врло синтетичко уље квалитетног дизајна. Међутим, постоји широко распрострањена притужба потрошача широм света да је мењачка кутија склона електронским сметњама, као и механичким проблемима.
Позајмљујући од Аудија А6, пртљажник је редизајниран да би уклонио продужетак горње ивице са глатком линијом прегиба. Склопови задњег светла сада су били део горње линије, ови стилови су на крају позајмљени од стране других европских и азијских произвођача.
Спортски пакет под називом „Ултра Спорт” уведен је на северноамеричко тржиште мало пре него што је Б6 замењен Б7 генерацијом. Спортски пакет је имао алуминијумске унутрашње облоге и прагова врата, управљач „S-line”, предњи и задњи спојлер, бочне облоге, а quattro GmBH је дизајнирао 18-инчне алуминијумске РС4 фелне.

### Мотори
Доступни су следећи мотори:
| Врста мотора                            | Цилиндри                           | Максимална снага                   |
| Ото мотор (са убризгавањем горива)      | Ото мотор (са убризгавањем горива) | Ото мотор (са убризгавањем горива) |
| --------------------------------------- | ---------------------------------- | ---------------------------------- |
| 1.6                                     | I4                                 | 102 KS (75 kW; 101 bhp)            |
| 1.8 Turbo 20v                           | I4                                 | 150 KS (110 kW; 148 bhp)           |
| 1.8 Turbo 20v                           | I4                                 | 163 KS (120 kW; 161 bhp)           |
| 1.8 Turbo 20v 'S line'                  | I4                                 | 163 KS (120 kW; 161 bhp)           |
| 1.8 Turbo 20v 'S line'                  | I4                                 | 190 KS (140 kW; 187 bhp)           |
| 2.0 20v                                 | l4                                 | 136 KS (100 kW; 134 bhp)           |
| 2.0 FSI                                 | l4                                 | 150 KS (110 kW; 148 bhp)           |
| 2.4 30v                                 | V6                                 | 170 KS (125 kW; 168 bhp)           |
| 3.0 30v                                 | V6                                 | 220 KS (162 kW; 217 bhp)           |
| S4 4.2 40v                              | V8                                 | 344 KS (253 kW; 339 bhp)           |
| Дизел мотор (са директним убризгавањем) |                                    |                                    |
| 1.9 TDI                                 | I4                                 | 100 KS (74 kW; 99 bhp)             |
| 1.9 TDI                                 | l4                                 | 115 KS (85 kW; 113 bhp)            |
| 1.9 TDI                                 | l4                                 | 133 KS (96 kW; 131 bhp)            |
| 2.5 V6 TDI 24v                          | V6                                 | 155 KS (114 kW; 153 bhp)           |
| 2.5 V6 TDI 24v                          | V6                                 | 163 KS (120 kW; 161 bhp)           |
| 2.5 V6 TDI 24v                          | V6                                 | 180 KS (132 kW; 178 bhp)           |

### Безбедност
Ауди А4 (Б6 и Б7) прошао је Euro NCAP тестове сигурности и судара, и добио је следеће оцене сигурности аутомобила:
- Безбедност одрасле особе у возилу =
- Безбедност пешака =  (процењено пре 2002. године)

Завод за сигурност на путевима (IIHS) доделио је и Б6 и Б7 оцену „добре” у фронталном тесту судара; Б7 није поново тестиран јер је предњи део структурно исти.

## Б7 (Тип 8Е/8Х; 2004—2009)
Ауди је представио прерађен А4 крајем 2004. године, са унутрашњом ознаком Б7. Иако је добила нову ознаку платформе, Б7 је у суштини била веома поправљена и дорађена верзија Б6, са преправљеним подешавањима точка управљача, геометријом вешања, новим опсезима мотора са унутрашњим сагоревањем, навигационим системима и електроником шасије (укључујући и нови напредни Бош ESP 8.0 Систем електронске стабилности (ESP)). Предњи део решетке је промењен у високи трапезоидни облик који је исти као и код Ауди А6 треће генерације; међутим, командна табла и ентеријер су практично остали непромењени у односу на Б6, осим неких ситних детаља.
Аудијева унутрашња номенклатура платформе користи ПЛ46 (уздужна платформа путничких аутомобила, величина 4, генерација 6) за шасије Б6 и Б7. Унутрашње ознаке Тип 8Е и Тип 8Х такође се преносе из Б6 А4 домета, али сада имају додатни идентификациони суфикс — 8ЕЦ за салон, 8ЕД за Авант и 8ХЕ за Цабриолет.
Аудијева унутрашња номенклатура платформе користи ПЛ46 (уздужна платформа путничких аутомобила, величина 4, генерација 6) за шасије Б6 и Б7. Унутрашње ознаке Тип 8Е и Тип 8Х такође се преносе из А4 Б6 генерације, али сада имају додатни идентификациони суфикс — 8ЕЦ за лимузину, 8ЕД за караван и 8ХЕ за кабриолет.
Линија мотора добила је многе додатке. Увођење стратификованог убризгавања горива (FSI) из 2005. године на 2.0 TFSI и 3.2 В6 FSI бензинске моторе, као и друга побољшања, повећана излазна снага до 200 KS (147 kW; 197 bhp) и 255 KS (188 kW; 252 bhp). Оба мотора користе конфигурацију са четири вентила по цилиндру. Претходни дизајн са 5 вентила био је некомпатибилан са FSI системом са директним убризгавањем (због постављања убризгивача горива, који се сада испушта директно у комору за сагоревање). Дизелски мотор са директним убризгавањем (TDI) са 2.0 турбокомпресором сада је комбиновао технологију Pumpe Düse (пумпа-бризгаљка) са 16 вентила, док је већи 2.5 TDI В6 дизел био замењен са 3.0 В6 TDI, нудећи 204 KS (150 kW; 201 bhp) модел током 2005. године, који је надограђен на модел од 233 KS (171 kW; 230 bhp) у 2006. години. Касније је додат 2.7 В6 TDI.
Торсен Т-2 quattro мотор са погоном на сва четири точка остао је као опција на већини А4 модела. Ауди је повукао своје 5-степене мануелне мењаче у корист новог Гетраг мењача са шест брзина. Као и до сада, мултитроник, континуално варијабилни мењач (CVT), сада са могућношћу одабира „седам брзина”, био је опција на моделима са погоном на предњим точковима, док је конвенционални 6-брзински типтроник аутоматски мењач са ZF 6HP био опција на quattro моторима са погоном на сва четири точка.
Поред Аудија С4, који је пренео погонску групу из Б6 С4, Ауди је поново увео quattro GmBH развијени Ауди РС4 (РС скраћено од РеннСпорт) у линију, по први пут на лимузини и кабриолету, и са природним усисавањем, али са 4,2-литарским В8 FSI мотором високог обртаја. Још једна уочљива промена на РС4 је најновија генерација Торсен Т-3 quattro 4wd система, који користи 'стандардну' асиметричну 40:60 предње-задње динамичку расподелу момента. Овај нови асиметрични централни диференцијал је у почетку био доступан само на РС4, али је додат годину дана касније на С4. Остатак Б7 А4 опсега и даље користи Т-2 50:50 стандардну динамичку расподелу центра дифа.
Варијанта, коју је развила компанија quattro GmBH, први пут је представљена у мају 2005. године под називом „Ауди А4 ДТМ издање”. Инспирисан је Ауди-јевим тркачким аутомобилима из 2004. године Deutsche Tourenwagen Masters, и поново је уведен 2006. године као редовна опција. Мотор 2.0Т FSI добио је ревидирано мапирање софтвера на ECU, што је повећало излазну снагу на 220 KS (162 kW; 217 bhp) и 300 Nm (221 lb⋅ft) обртног момента. Доступан је са погоном на предњим точковима или quattro погоном на сва четири точка.
Модел Б7 кабриолет стигао је касније од осталих двеју варијанти, а продаја је почела у фебруару 2006. Ново на кабриолету је била почетна 2.0 TDI верзија, али до сада се то не нуди са мултитроник CVT мењачем.
У 2007. години Ауди је представио верзију Б7 названу 'Специјално издање', која је изграђена на С-Лајн спецификацији, а такође је укључивала и црну оптику, РС4 стил 8Ј X 18 '7-краке алуминијске фелне, трокраки Алкантара кожни мултифункционални управљач са два тона Графит / Волтера, са ручицом мењача и ручицом ручне кочнице у Алкантари са сребрним шавовима, вентилираним крстастим предњим диск-кочницама, црним издувним цевима и црним кровним носачима (само за караван). Такође је имао повећање снаге од 20 KS, дајући излазну снагу од 220 KS на 2.0Т моделу.
Према подацима из шведских инспекција за 2007. годину, Ауди А4 караван са дизел мотором је најпоузданије возило на тржишту, са стопом одбијања возила од 0,0 % у категорији од три године.

### СЕАТ Ексео
Главни артикал: СЕАТ Ексео
Када је уведен Б8 А4, Б7 серија А4 била је рестилизована и преправљена као СЕАТ Ексео 2008. године са променама на предњој и задњој страни плус унутрашњој опреми модела А4 кабриолет. Комплетна производна линија Ауди Б7 А4 из фабрике Ауди у Инголштату демонтирана је и послата у СЕАТ фабрику Фолксваген групе у Марторељу, Шпанија.

### Мотори
Доступни су следећи мотори:
| Врста мотора / погон                    | Максимална снага                   | Лимузина                           | Караван                            | Кабриолет                          | 0-100 km/h (62 mph) (лимузина / мануелни) | Максимална брзина (лимузина / мануелни) |
| Ото мотор (са убризгавањем горива)      | Ото мотор (са убризгавањем горива) | Ото мотор (са убризгавањем горива) | Ото мотор (са убризгавањем горива) | Ото мотор (са убризгавањем горива) | Ото мотор (са убризгавањем горива)        | Ото мотор (са убризгавањем горива)      |
| --------------------------------------- | ---------------------------------- | ---------------------------------- | ---------------------------------- | ---------------------------------- | ----------------------------------------- | --------------------------------------- |
| 1.6                                     | 102 КS (75 kW; 101 bhp)            | ✓                                  | ✓                                  |                                    | 12.6 sec                                  | 190 km/h (120 mph)                      |
| 1.8 T                                   | 163 КS (120 kW; 161 bhp)           | ✓                                  | ✓                                  | ✓                                  | 8.6 sec                                   | 228 km/h (142 mph)                      |
| 1.8 T quattro                           | 163 КS (120 kW; 161 bhp)           | ✓                                  | ✓                                  |                                    | 8.7 sec                                   | 226 km/h (140 mph)                      |
| 2.0                                     | 130 КS (96 kW; 128 bhp)            | ✓                                  | ✓                                  |                                    | 9.9 sec                                   | 212 km/h (132 mph)                      |
| 2.0 T FSI [B7 1]                        | 200 КS (147 kW; 197 bhp)           | ✓                                  | ✓                                  | ✓                                  | 7.1 sec                                   | 241 km/h (150 mph)                      |
| 2.0 T FSI quattro [B7 1]                | 200 КS (147 kW; 197 bhp)           | ✓                                  | ✓                                  | ✓                                  | 7.2 sec                                   | 238 km/h (148 mph)                      |
| 2.0 TFSI DTM [B7 1][B7 2]               | 220 КS (162 kW; 217 bhp)           | ✓                                  | ✓                                  |                                    | 7.0 sec                                   | 247 km/h (153 mph)                      |
| 2.0 TFSI DTM quattro [B7 1][B7 2]       | 220 КS (162 kW; 217 bhp)           | ✓                                  | ✓                                  |                                    | 6.9 sec                                   | 244 km/h (152 mph)                      |
| 3.2 V6 FSI                              | 256 КS (188 kW; 252 bhp)           | ✓                                  | ✓                                  | ✓                                  | 6.8 sec                                   | 250 km/h (160 mph) (elec. limited)      |
| 3.2 V6 FSI quattro                      | 256 КS (188 kW; 252 bhp)           | ✓                                  | ✓                                  | ✓                                  | 6.4 sec                                   | 250 km/h (160 mph) (elec. limited)      |
| 4.2 V8 S4                               | 344 КS (253 kW; 339 bhp)           | ✓                                  | ✓                                  | ✓                                  | 5.6 sec                                   | 250 km/h (160 mph) (elec. limited)      |
| 4.2 V8 RS4                              | 420 КS (309 kW; 414 bhp)           | ✓                                  | ✓                                  | ✓                                  | 4.8 sec                                   | 250 km/h (160 mph) (elec. limited)      |
| Дизел мотор (са директним убризгавањем) |                                    |                                    |                                    |                                    |                                           |                                         |
| 1.9 TDI                                 | 115 КS (85 kW; 113 bhp)            | ✓                                  | ✓                                  |                                    | 11.2 sec                                  | 201 km/h (125 mph)                      |
| 2.0 TDI [B7 3]                          | 140 КS (103 kW; 138 bhp)           | ✓                                  | ✓                                  | ✓                                  | 9.7 sec                                   | 212 km/h (132 mph)                      |
| 2.0 TDI quattro                         | 140 КS (103 kW; 138 bhp)           | ✓                                  | ✓                                  | ✓                                  | 9.7 sec                                   | 207 km/h (129 mph)                      |
| 2.0 TDI                                 | 170 КS (125 kW; 168 bhp)           | ✓                                  | ✓                                  |                                    | 8.6 sec                                   | 228 km/h (142 mph)                      |
| 2.0 TDI quattro                         | 170 КS (125 kW; 168 bhp)           | ✓                                  | ✓                                  |                                    | 8.5 sec                                   | 224 km/h (139 mph)                      |
| 2.5 V6 TDI [B7 4]                       | 163 КS (120 kW; 161 bhp)           | ✓                                  | ✓                                  |                                    | 8.8 sec                                   | 227 km/h (141 mph)                      |
| 2.7 V6 TDI [B7 5]                       | 180 КS (132 kW; 178 bhp)           | ✓                                  | ✓                                  | ✓                                  | 8.4 sec                                   | 229 km/h (142 mph)                      |
| 3.0 V6 TDI quattro [B7 6]               | 204 КS (150 kW; 201 bhp)           | ✓                                  | ✓                                  |                                    | 7.2 sec                                   | 235 km/h (146 mph)                      |
| 3.0 V6 TDI quattro [B7 5]               | 233 КS (171 kW; 230 bhp)           | ✓                                  | ✓                                  | ✓                                  | 6.8 sec                                   | 245 km/h (152 mph)                      |

### Безбедност
Ауди А4 нуди многе стандардне сигурносне карактеристике, укључујући и Бош 8.0 програм електронске стабилности (ESP) са системом против блокирања кочница (ABS), бочним ваздушним јастуцима у седиштима, ваздушним завесама са бочном заштитом и опционим quattro мотором са погоном на сва четири точка. Од Завода за безбедност на путевима (IIHS) добио је „Најбезбеднији аутомобил за 2007. годину” награду. Euro NCAP резултати теста судара од Б6 односе се и на Б7 модел.

## Б8 (Тип 8К; 2008—2016)
Ауди је објавио прве званичне слике серије Б8 А4 у августу 2007. године, и представио аутомобил јавности на сајму аутомобила у Франкфурту у септембру 2007. године. У понуди су модели лимузине и каравана. Караван је представљен јавности на сајму аутомобила у Женеви у марту 2008. године. За моделе намењене за Северну Америку, Б8 је наставио производњу за моделску 2016 годину, док је Европа 2016. године почела испоруке Б9 модела.
Б8 А4 је направљен на варијанти Ауди Модуларна Лонгитудинална Платформа, платформи која се користи и у Ауди А5 купеу. Док је претходна А4 шасија била ограничена у међуосовинском растојању због односа између мотора, мењача и предње осовине, MLP омогућава смањење предњег препуста, што резултира већом дужином међуосовинског растојања без истог повећања укупне дужине. Ово ефективно редистрибуира центар гравитације мало уназад, побољшавајући руковање бољим балансирањем масе возила између предње и задње осовине. Процењени статички предњи и задњи тежински однос Б8 А4 је приближно 55:45, у зависности од стила каросерије и мотора. Премештање управљачког носача испред осовине такође побољшава руковање претходним А4 платформама. Кључ за имплементацију MLB-а је нова монтажа диференцијала испред квачила. Ово се постиже даљинским погоном замајца / квачила помоћу погонске плоче у облику 'top hat', између које пролази диференцијално вратило, док се пренос снаге до коначног погона врши преко нагнутог преносног вратила које покреће дужину преноса јединица. Док платформа задржава Ауди-јеву „монтажну” позицију мотора, предња осовина је сада 152 мм даље од претходне платформе Б6 / Б7. Преносна осовина, међутим, има ефекат стварања велике „избочине” на једној страни тунела за пренос, која на верзијама са воланом на десној страни присиљава педале да се лоше притисну, што је посебно изазвало критике британске аутомобилске штампе.
Б8 А4 је повећао међуосовинско растојање за 160 милиметара (6,3 инча) и дужину за 117 милиметара (4,6 инча) у односу на претходни Б7, што је омогућило повећање простора за ноге на задњем седишту. Иако су укупне димензије повећане, маса празног возила је пала за око 10 %. Пртљажник је такође повећан на 480 литара (17.0 cu ft) за лимузину. А4 караван ће имати максимални капацитет од 1430 литара (50.5 cu ft) са спуштеним задњим седиштима.
Опажање је помешано са похвалама за повећану величину модела Ауди А4, што му даје најбоље место у класи простора за ноге и пртљажнику у сегменту компактних извршних аутомобила. Његов линијски-4 2.0 TFSI мотор, док је ефикасно пружао много обртног момента, сматрао се мањкавим и мање рафинираним у поређењу са 6-цилиндарским моторима лакших ривала који су објављивали бржа времена убрзања. Међутим, Ауди С4 спортски седан је добро примљен за снагу и ефикасност мотора В6 3.0 TFSI мотора.
Б8 А4 је добио facelift почетком 2012. године.
Током циклуса модела направљене су промене да би се интегрисале нове технологије и да се модел одржи конкурентним. Ове промене се базирају на години производње (MY) аутомобила. У Аустралији, Б8 је прошао 2 ревизије које су довеле до три варијанте, Б8, Б8 MY10 и Б8 MY11.

### Каросерије

#### Лимузина
Ауди је објавио прве званичне слике серије Б8 А4 у августу 2007. године, и представио аутомобил јавности на сајму аутомобила у Франкфурту у септембру 2007. године. У понуди су модели лимузине и каравана.

#### Караван
Караван је представљен на Сајму аутомобила у Женеви у марту 2008. године.

#### А4Л
А4Л је верзија са великим међуосовинским растојањем произведен за кинеско тржиште, са 60 мм (2,4 инча) већим међуосовинским растојањем и дужином. Возило је представљено на сајму аутомобила у Гуангзоу 2008. године. Производна верзија је затим почела да се продаје у јануару 2009. године. Лансирање је укључивало 2.0 TFSI са 132 kW (180 KS) и 3.2 FSI са 195 kW (265 KS) моторе.

#### A4 allroad quattro
А4 allroad quattro карактерише шири траг, повећан размак од тла, quattro стални погон на сва четири точка, препознатљива решетка хладњака, заштита од нерђајућег челика и кровни носачи.
А4 allroad quattro је постао доступан почетком лета 2009. Аутомобил је представљен 2009. на Сајму аутомобила у Женеви.

### Спецификације

#### Карактеристике каросерија
| Каросерија            | Лимузина | Караван                                                                                                  | A4Л  | allroad quattro |
| --------------------- | --- | --- | ---- | --------------- |
| Година                | 2011— | 2010— | 2009 |                 |
| Капацитет пртљажника  | 480 литара (17,0 cu ft) са задњим седиштима у усправном положају и 962 литара (34,0 cu ft) са спуштеним седиштима | 490 литара (17.3 cu ft) са усправним задњим седиштима и 1.430 литара (50.5 cu ft) са спуштеним седиштима | ?    |                 |
| Tежина празног возила | 1,410 kg (3,11 lb) до 1,690 kg (3,73 lb)                                                                          | 1,470 kg (3,24 lb) до 1,695 kg (3,74 lb)                                                                 | ?    |                 |

Кабриолет модели засновани на А4 моделу замењени су А5 / С5 Кабриолетом.

#### Погонски склоп
Опције погонског склопа Б8 су следеће: мотори, мењачи и погонске јединице:(Све спецификације Уједињеног Краљевства, осим ако није другачије наведено).(за спецификацију Јужне Африке).(за спецификацију Аустралије).(за спецификацију Новог Зеланда).
| Модел                      | Шифра мотора   | Године     | Тип мотора                                              | Снага по броју обртаја                   | Обртни момент по броју обртаја |
| Ото мотори                 | Ото мотори     | Ото мотори | Ото мотори                                              | Ото мотори                               | Ото мотори                     |
| -------------------------- | -------------- | ---------- | ------------------------------------------------------- | ---------------------------------------- | ------------------------------ |
| 1.8 TFSI                   | CABA/CDHA      | 2008—2015  | 1,798 cm3 (0,1097 cu in) 16v I4 turbo                   | 120 KS (88 kW; 118 hp) @4500—6200        | 230 N⋅m (170 lb⋅ft) @1500—3650 |
| 1.8 TFSI, 1.8 TFSI quattro | CABB/CDHB      | 2007—2011  | 1,798 cm3 (0,1097 cu in) 16v I4 turbo                   | 160 KS (118 kW; 158 hp) @4500—6200       | 250 N⋅m (184 lb⋅ft) @1500—4500 |
| 1.8 TFSI, 1.8 TFSI quattro | CJEB           | 2011—2015  | 1,798 cm3 (0,1097 cu in) 16v I4 turbo                   | 170 KS (125 kW; 168 hp) @3800—6200       | 320 N⋅m (236 lb⋅ft) @1400—3700 |
| 2.0 TFSI, 2.0 TFSI quattro | CDNB/CAEA/CFKA | 2008—2015  | 1,984 cm3 (0,1211 cu in) 16v I4 turbo                   | 180 KS (132 kW; 178 hp) @4000—6000       | 320 N⋅m (236 lb⋅ft) @1500—3900 |
| 2.0 TFSI, 2.0 TFSI quattro | CDNC           | 2008—2013  | 1,984 cm3 (0,1211 cu in) 16v I4 turbo                   | 211 KS (155 kW; 208 hp) @4300—6000       | 350 N⋅m (258 lb⋅ft) @1500—4200 |
| 2.0 TFSI, 2.0 TFSI quattro | CNCD           | 2013—2016  | 1,984 cm3 (0,1211 cu in) 16v I4 turbo                   | 225 KS (165 kW; 222 hp) @4500—6250       | 350 N⋅m (258 lb⋅ft) @1500—4500 |
| 3.0 TFSI quattro           | CMUA           | 2012—2015  | 2,995 cm3 (0,1828 cu in) 24v V6 supercharged            | 272 KS (200 kW; 268 hp) @4780-6500       | 400 N·m (295 lb·ft) @2150—4780 |
| S4 quattro                 | CAKA           | 2008—2015  | 2,995 cm3 (0,1828 cu in) 24v V6 supercharged            | 333 KS (245 kW; 328 hp) @5500—7000       | 440 N·m (325 lb·ft) @2900—5300 |
| 3.2 FSI, 3.2 FSI quattro   | CALA           | 2007—2011  | 3,197 cm3 (0,1951 cu in) 24v V6                         | 265 KS (195 kW; 261 hp) @6500 @5500—7000 | 330 N·m (243 lb·ft) @3000—5000 |
| RS4 quattro                | CFSA           | 2012—2015  | 4,163 cm3 (0,2540 cu in) 32v V8                         | 450 KS (331 kW; 444 hp) @8250            | 430 N⋅m (317 lb⋅ft) @4000—6000 |
| Дизел мотори               |                |            |                                                         |                                          |                                |
| 2.0 TDI                    | CAGC           | 2008—      | 1,968 cm3 (0,1201 cu in) 16v I4 turbo                   | 120 KS (88 kW; 118 hp) @4200             | 290 N⋅m (214 lb⋅ft) @1750—2500 |
| 2.0 TDI e                  | CAGB           | 2009—      | 1,968 cm3 (0,1201 cu in) 16v I4 turbo                   | 136 KS (100 kW; 134 hp) @4200            | 320 N⋅m (236 lb⋅ft) @1750—2500 |
| 2.0 TDI e                  | CA             | 2012—      | 1,968 cm3 (0,1201 cu in) 16v I4 turbo                   | 163 KS (120 kW; 161 hp) @4200            | 380 N⋅m (280 lb⋅ft) @1750—2500 |
| 2.0 TDI, 2.0 TDI quattro   | CAGA           | 2007—      | 1,968 cm3 (0,1201 cu in) 16v I4 variable geometry turbo | 143 KS (105 kW; 141 hp) @4200            | 320 N⋅m (236 lb⋅ft) @1750—2500 |
| 2.0 TDI, 2.0 TDI quattro   | CAHA           | 2008—      | 1,968 cm3 (0,1201 cu in) 16v I4 variable geometry turbo | 170 KS (125 kW; 168 hp) @4200            | 350 N⋅m (258 lb⋅ft) @1750—2500 |
| 2.7 TDI                    | CAMA/CGKA      | 2007—      | 2,698 cm3 (0,1646 cu in) 24v V6 turbo                   | 190 KS (140 kW; 187 hp) @3500—4400       | 400 N⋅m (295 lb⋅ft) @1400—3250 |
| 3.0 TDI quattro            | CAPA/CCWA      | 2007—      | 2,967 cm3 (0,1811 cu in) 24v V6 turbo                   | 240 KS (177 kW; 237 hp) @4000—4400       | 500 N⋅m (369 lb⋅ft) @1500—3000 |

Quattro систем сталног погона на сва четири точка користи најновији Торсен Т-3 централни диференцијал, са стандардним асиметричним односом расподеле обртног момента са предње стране према задњој 40:60 (први пут коришћен код Б7 РС4) као стандард. (Код претходних А4 quattro модела однос расподеле обртног момента са предње стране према задњој био је 50:50). Додатна одступања обртног момента која се примењују на задње точкове помажу у опонашању динамике вожње аутомобила на задњим точковима.
Ауди је објавио да је престао да нуди 3.2-литарске В6 моделе у 2010. години, али их поново нуди од августа 2011 (Немачка).
Сви бензински мотори користе систем са стратификованим убризгавањем горива (ФСИ), а сви дизел мотори користе комон рејл систем (са притиском од 1600 бара), са пиезо бризгаљкама њихових мотора са директним убризгавањем.
Са facelift-ом из 2012. године (Б8.5) дошли су додатни TDIe и TDI Ултра мотори снаге 163 KS, који су захтевали додатак „adblue” који ће омогућити чистији рад, а оба су спадала у нижи порески разред за УК, а ипак представљају значајне побољшане перформансе у односу на базне од 136 KS и моделе средњег опсега од 143 KS.

#### Трансмисија
Године 2009. Ауди је најавио седмобрзински С троник мењач са двоструким квачилом као опцију за А4 у Великој Британији и на европским тржиштима.
Сви А4Л модели укључују 8-брзински мултитроник континуирано варијабилни / мануелни мењач, осим А4Л 3.2 FSI quattro, који укључује Типтроник аутоматски мењач.
Фолксваген је 2013. године одредио тужбу за класу, која се односила на неуспехе CVT трансмисије у аутомобилима Ауди А4 и А6 за моделе из 2002—2006 године.

#### Перформансе
| Модел возила, трансмисија                                                             | 0-100 km/h (62 mph) (лимузина) | Максимална брзина  | CO2 емисија (g/km) (лимузина) (Директива 80/1268/EEC) | Белешке                                    |
| ------------------------------------------------------------------------------------- | ------------------------------ | ------------------ | ----------------------------------------------------- | ------------------------------------------ |
| 2.0 TFSI, 6-брзински мануелни мењач                                                   | 6.9                            | 250 km/h (160 mph) | 149                                                   |                                            |
| 1.8 TFSI, 6-брзински мануелни мењач                                                   | 8.6                            | 225 km/h (140 mph) | 164                                                   |                                            |
| 1.8 TFSI, 8-брзински Мултитроник CVT                                                  | 8.6                            | 250 km/h (160 mph) | 169                                                   |                                            |
| 2.0 TFSI, 8-брзински Мултитроник CVT                                                  | 8.2                            | 236 km/h (147 mph) | 167                                                   | само Аустралија, Нови Зеланд, Јужна Африка |
| 2.0 TFSI, 8-брзински Мултитроник CVT                                                  | 6.9                            | 241 km/h (150 mph) | 167                                                   |                                            |
| 2.0 TFSI quattro, 6-брзински мануелни мењач                                           | 6.6                            | 246 km/h (153 mph) | 169                                                   |                                            |
| 2.0 TFSI quattro, 7-брзински С троник                                                 | 6.5                            | 241 km/h (150 mph) | 172                                                   |                                            |
| 3.2 FSI, Мултитроник CVT                                                              | 6.5                            | 250 km/h (160 mph) | 194                                                   |                                            |
| 3.2 FSI quattro, 6-брзински мануелни мењач                                            | 6.0                            | 250 km/h (160 mph) | 213                                                   |                                            |
| 3.2 FSI quattro, 6-брзински Типтроник                                                 | 6.1                            | 250 km/h (160 mph) | 215                                                   |                                            |
| Дизел мотори (сви са комон рејл (CR) системом са директним убризгавањем горива (TDI)) |                                |                    |                                                       |                                            |
| 2.0 TDI, 6-брзински мануелни мењач                                                    | 10.7                           | 205 km/h (127 mph) | 129                                                   |                                            |
| 2.0 TDI, 6-брзински мануелни мењач                                                    | 9.4                            | 215 km/h (134 mph) | 134                                                   |                                            |
| 2.0 TDI, 8-брзински Мултитроник CVT                                                   | 9.4                            | 215 km/h (134 mph) | 149                                                   |                                            |
| 2.0 TDI, 6-брзински мануелни мењач                                                    | 8.3                            | 215 km/h (134 mph) | 120                                                   |                                            |
| 2.0 TDI quattro, 6-брзински мануелни мењач                                            | 8.3                            | 226 km/h (140 mph) | 149                                                   |                                            |
| 2.7 TDI, 8-брзински Мултитроник CVT                                                   | 7.7                            | 226 km/h (140 mph) | 167                                                   |                                            |
| 3.0 TDI quattro, 6-брзински мануелни мењач                                            | 6.1                            | 250 km/h (160 mph) | 172                                                   |                                            |
| 3.0 TDI quattro, 6-брзински Типтроник                                                 | 6.3                            | 250 km/h (160 mph) | 182                                                   |                                            |

#### Опрема
Стандардна опрема Аудија А4 Б8 укључује:
- Дневна LED светла (на неким моделима);
- MMI систем (Multi Media Interface) (мулти-мод интерфејс за информације возачу и систем за забаву); (Очекује се трећа генерација MMI у возилима произведеним од 22. недеље 2009. године). Стандардни систем (Ауди Концерт / Симфонијски модели) не укључује навигацију или bluetooth повезивање (или bluetooth аудио пренос — примењиво на моделе којима је рађен facelift од 2012. па надаље, Б8.5 модели)
- Електронска ручна кочница
- Серво управљач осетљив на брзину ('сервотроник' — на неким моделима)

Опције:
- Ауди Lane Assist (систем упозорења при напуштању траке);
- Ауди Side Assist (монитор за слепе тачке);
- Адаптивни темпомат (ACC);
- Напредни кључ (улаз и старт без кључа);
- Bang & Olufsen звучни систем (505W);
- Напредни систем за паркирање унапред и уназад с камерама за вожњу уназад;
- Навигациони систем са пуним MMI екраном од 7 in (180 mm);
- Адаптивна предња светла (са технологијом за скретање);
- Ауди режим вожње[49]

### Безбедност

#### Euro NCAP
Ауди А4 (Б8) Euro NCAP тестови судара (тестирање пре 2009):
- Безбедност одрасле особе у возилу =
- Безбедност детета у возилу =
- Безбедност пешака =

Euro NCAP (тестови из 2009):
- Свеукупно =
- Безбедност одрасле особе у возилу = 93 %
- Безбедност детета у возилу = 84 %
- Безбедност пешака = 39 %

#### Завод за безбедност на путевима (IIHS)
| IIHS оцене:                          | IIHS оцене:            |
| ------------------------------------ | ---------------------- |
| Умерено преклапање фронталног помака | Добро                  |
| Мало преклапање фронталног помака    | Добро (модели из 2017) |
| Бочни удар                           | Добар                  |
| Снага крова                          | Добра                  |
| Наслони за главу и седиште           | Добри                  |

#### NHTSA
| NHTSA 2012 A4 лимузина FWD:  | NHTSA 2012 A4 лимузина FWD: |
| ---------------------------- | --------------------------- |
| Свеукупно:                   | 4/5 звездица                |
| Чеони удар возача:           | 3/5 звездица                |
| Чеони удар путника:          | 4/5 звездица                |
| Бочни удар возача:           | 4/5 звездица                |
| Бочни удар путника:          | 5/5 звездица                |
| Бочни удар возача у бандеру: | 5/5 звездица                |
| Превртање:                   | 5/5 звездица                |

### А4 TDI концепт e (2008)
Укључује комон рејл од 1,968 cm3 (0,1201 cu in) TDI дизел мотор снаге 120 KS (88 kW; 118 KS) и 290 Nm (210 lb⋅ft), стоп-старт систем и регенеративно кочење. Може постићи потрошњу горива од 3.99 литара / 100 км (58.95 mpg) и CO2 излаз од 105 г / км. Може убрзати 0-100 km/h за 10,7 секунди, уз максималну брзину од 206 km/h (128 mph).
Остале карактеристике укључују серво управљач заснован на електричном мотору, ревидирану аеродинамику, пнеуматике отпорне на ниско котрљање, 225 / 45R17, и електрично активирање задњих кочница.
Аутомобил је представљен на сајму аутомобила у Паризу.

### Facelift (2012—2015)
Facelift овог Ауди А4 модела је урађен 2011. године. Има редизајниране ЛЕД фарове и задња светла, предњу ваздушну брану са светлима за маглу, те блиско постављене двоструке издувне цеви. Унутрашње промене укључују bluetooth повезивање за аудио пренос (само за моделе који поседују навигацију) и редизајнирани кључ за паљење. Контроле за климатизацију, мултифункционалне екране и електричне прозоре добијају хромиране копче. Остале промене у унутрашњости укључују веће прекидаче стубова управљача који су први пут виђени у Д4 серији Ауди А8 и поједностављени распоред за HVAC контролну таблу — на пример, подешавање температуре за грејна седишта сада је директно подешено једним дугметом и више није могуће контролисање помоћу MMI дугмета. А4 укључује радио са осам звучника као стандард, док је MMI навигациони систем са гласовним дијалогом опционалан. Нови „Систем за бирање режима вожње” омогућава возачима да изаберу удобне, динамичне, индивидуалне или ефикасне режиме за ефикасну потрошњу горива. Снага 1.8 TFSI мотора је 170 KS и 320 Nm обртног момента — што је више за 10 bhp и 70 Nm од претходних верзија. Електро-механички серво управљач је стандард.
У Европи, широк асортиман лимузина Ауди А4 и каравана је доступан са 1.8 TFSI, 2.0 TFSI бензинским мотором, као и 2.0 TDI, 2.0 TDIe и 3.0 TDI дизел мотором. Нивои трима су Атракција, Амбиција и Амбијент. У Великој Британији, А4 асортиман се нуди у СЕ, Технички СЕ, Технички, С лајн и Црно издање моделима. Quattro са погоном на свим точковима се нуди у већини комбинација мотора и разреда.
За Северну Америку, facelift модел Ауди А4 лимузина се нуди само са 2.0 TFSI бензинским мотором. Оцене модела су Премиум, Премиум Плус и Престиж. Караван је укинут, остављајући Allroad quattro као једину верзију каравана. За моделску 2016 годину, А4 и С4 су наставили са производњом Б8. Б9 А4 није стигао на северноамеричко тржиште до 2017. године, док варијанта С4 није била доступна до 2018. године.

## Б9 (Тип 8W; 2016—2023)
Следећа генерација модела А4, Б9, објављена је у јуну 2015. године — пети модел који носи ознаку А4, и девета генерација Ауди 80 / А4 серије у целини. Пре-производне верзије су издате за аутомобилску штампу, док се званично лансирање догодило на сајму аутомобила у Франкфурту у септембру 2015. године. Б9 је нешто већи од излазног Б8, али Ауди тврди да је нови А4 лакши за око 120 кг (265 lb) лакши од свог претходника.
- Лимузина
- А4Л
- Караван
- Allroad quattro
- Allroad quattro
- Ентеријер

### Мотори
Седам мотора је доступно од лансирања, три бензинска и четири дизел мотора. Сви су доступни за А4 лимузину и А4 караван. Вредности у табели испод су само за лимузину.
| Врста мотора                               | Максимална снага         | Максимални обртни момент            | 0-100 km/h (62 mph) | Максимална брзина                     | CO2 емисија       | Потрошња горива (комбиновано)                                             |
| Ото мотори                                 | Ото мотори               | Ото мотори                          | Ото мотори          | Ото мотори                            | Ото мотори        | Ото мотори                                                                |
| ------------------------------------------ | ------------------------ | ----------------------------------- | ------------------- | ------------------------------------- | ----------------- | ------------------------------------------------------------------------- |
| 1.4 TFSI                                   | 150 KS (110 kW; 148 bhp) | 250 N⋅m (184 lb⋅ft) @ 1500-3500 rpm | 8.7 sec             | 210 km/h (130 mph)                    | 131 g/km          | 5.5 L/100 km (51 mpg-imp; 43 mpg-US)                                      |
| 2.0 TFSI ultra (40 TFSI / 40 TFSI quattro) | 190 KS (140 kW; 187 bhp) | 320 N⋅m (236 lb⋅ft) @ 1450-4200 rpm | 7.2 sec             | 240 km/h (150 mph)                    | 124 g/km          | 5.5 L/100 km (51 mpg-imp; 43 mpg-US)                                      |
| 2.0 TFSI (45 TFSI / 45 TFSI quattro)       | 252 KS (185 kW; 249 bhp) | 370 N⋅m (273 lb⋅ft) @ 1600-4500 rpm | 5.8 sec             | 250 km/h (160 mph)                    | 137 g/km          | 5.9 L/100 km (48 mpg-imp; 40 mpg-US)                                      |
| 3.0 V6 TFSI (S4)                           | 354 KS (260 kW; 349 bhp) | 500 N⋅m (369 lb⋅ft) @ 1370-4500 rpm | 4.4 sec             | 250 km/h (160 mph)                    | 170 g/km          | 7.5 L/100 km (38 mpg-imp; 31 mpg-US)                                      |
| 2.9 V6 TFSI (RS4)                          | 450 KS (331 kW; 444 bhp) | 600 N⋅m (443 lb⋅ft) @ 1900-5000 rpm | 4.1 sec             | 250 km/h (160 mph)                    | 200 g/km          | 8.8 L/100 km (32 mpg-imp; 27 mpg-US)                                      |
| Дизел мотори                               |                          |                                     |                     |                                       |                   |                                                                           |
| 2.0 TDI                                    | 122 KS (90 kW; 120 bhp)  | 270 N⋅m (199 lb⋅ft) @ 1500-3000 rpm | 10.5 sec            | 205 km/h (127 mph)                    | 110 g/km          | 4.2 L/100 km (67 mpg-imp; 56 mpg-US)                                      |
| 2.0 TDI                                    | 136 KS (100 kW; 134 bhp) | 320 N⋅m (236 lb⋅ft) @ 1500-3000 rpm | 9.2 sec             | 210 km/h (130 mph)                    | 111 g/km 98 g/km  | 4.2 L/100 km (67 mpg-imp; 56 mpg-US) 3.8 L/100 km (74 mpg-imp; 62 mpg-US) |
| 2.0 TDI 2.0 TDI ultra                      | 150 KS (110 kW; 148 bhp) | 320 N⋅m (236 lb⋅ft) @ 1500-3250 rpm | 8.9 sec             | 221 km/h (137 mph) 210 km/h (130 mph) | 111 g/km 99 g/km  | 4.2 L/100 km (67 mpg-imp; 56 mpg-US) 3.8 L/100 km (74 mpg-imp; 62 mpg-US) |
| 2.0 TDI 2.0 TDI ultra                      | 190 KS (140 kW; 187 bhp) | 400 N⋅m (295 lb⋅ft) @ 1750-3000 rpm | 7.7 sec             | 240 km/h (150 mph) 210 km/h (130 mph) | 118 g/km 102 g/km | 4.5 L/100 km (63 mpg-imp; 52 mpg-US) 3.9 L/100 km (72 mpg-imp; 60 mpg-US) |
| 3.0 TDI V6                                 | 218 KS (160 kW; 215 bhp) | 400 N⋅m (295 lb⋅ft) @ 1250-3750 rpm | 6.6 sec             | 250 km/h (160 mph)                    | 117 g/km          | 4.5 L/100 km (63 mpg-imp; 52 mpg-US)                                      |
| 3.0 TDI V6 quattro                         | 272 KS (200 kW; 268 bhp) | 600 N⋅m (443 lb⋅ft) @ 1500-3000 rpm | 5.3 sec             | 250 km/h (160 mph)                    | 137 g/km          | 5.2 L/100 km (54 mpg-imp; 45 mpg-US)                                      |

## Моторспорт

### А4 ДТМ
Главни чланак: Ауди А4 ДТМ
Ауди Спорт је поново ушао у серију Deutsche Tourenwagen Masters (DTM) 2004. године (након што су приватни тимови водили Abt Sportsline Audi TT-R) силуетским тркачким аутомобилом сличним лимузини А4 са В8 мотором, познатом као Ауди А4 ДТМ. А4 ДТМ аутомобили су идентификовани од стране Ауди Спорт „Р” -префиксних ознака.

### „Супер трка око Аустралије”
Бред Џоунс је 1996. и 1998. освојио такмичење „Супер трка око Аустралије” возећи А4.

### „Трка око Британије”
А4 је коришћен у периоду од 1996—1998 и 2011—2015 на такмичењима „Трка око Британије”.

### „Супер трка око Европе”
А4 је коришћен 2000—2001 на такмичењима „Супер трка око Европе”.

### Италијанска супер возила
Возачи А4 освојили су италијанско „Супертуризмо” првенство 1995. и 1996. године.

### „Трка око Шведске”
Возачи А4 освојили су сезону 2001, 2002, 2003 и 2006. на такмичењима „Трка око Шведске”.

### STW
А4 је 1995. године ушао у сезону Super Tourenwagen Cup.

### „Трка око Русије”
А4 је коришћен 2006 на такмичењу „Трка око Русије”.

### SCCA
А4 је неколико година коришћен на светском такмичењу „SCCA”.